# 上坪站
上坪站（：／ Sangpyeong yeok */?）曾为韩国铁路沃溝線上的一个车站，位于全罗北道群山市群山邑上坪里，已于1980年废止。

## 历史
- 1955年8月1日，落成使用[1]。
- 1980年12月31日，停止使用。